# Kameleons
Kameleons (Chamaeleonidae) zijn een familie van hagedissen die behoren tot de leguaanachtigen (Iguania). Kameleons bezitten enkele karakteristieke eigenschappen die uniek zijn in de dierenwereld. Door de lange, gespierde tong, de gespecialiseerde ogen, de tangachtige poten en het vermogen sterk van kleur te veranderen, zijn ze eenvoudig te onderscheiden van andere hagedissen. Kameleons zijn hierdoor een van de weinige families van reptielen die bij het grote publiek bekend zijn.
De familie telt ongeveer 215 soorten, die vrijwel exclusief leven in subtropische en tropische gebieden, vaak met een dichte vegetatie. Kameleons komen oorspronkelijk uit Afrika en hebben zich verspreid naar het Arabisch Schiereiland, delen van oostelijk Azië en zuidelijk Europa, rond het Middellandse Zeegebied.
Soorten waarover veel bekend is zijn de gewone kameleon, Hoehnel's kameleon en de Oost-Afrikaanse driehoornkameleon of jacksonkameleon. De informatie over de levenswijze en de verspreiding is van een groot aantal soorten echter nog zeer summier. De meeste kameleons hebben geen Nederlandstalige naam.

## Verspreiding en habitat
Kameleons komen alleen voor in de Oude Wereld. Ze leven in Afrika, Zuid-Europa, het Midden-Oosten en een deel van de Aziatische kuststreek van de Indische Oceaan (zie kaartje).
In het Middellandse Zeegebied worden de kameleons door één soort vertegenwoordigd: de gewone kameleon (Chamaeleo chamaeleon). Deze soort komt voor in Portugal, Spanje, zuidelijk Griekenland (inclusief de eilanden Kreta, Chios, Samos en de Egeïsche eilanden), Cyprus en delen van Turkije. Het voorkomen op het eiland Sicilië is onzeker.
In de zuidwestelijke en zuidelijke kuststrook van het Arabisch Schiereiland, grofweg van Mekka in Saoedi-Arabië tot Masqat in Oman, komen verschillende soorten voor. Jemen telt vier soorten, in Oman komt alleen de soort Chamaeleo arabicus voor.
Het meest oostelijke deel van het verspreidingsgebied is de westelijke kuststrook van het Indisch subcontinent. Hier komt in India, Pakistan en Sri Lanka de soort Chamaeleo zeylanicus voor.
Verreweg de meeste soorten komen voor in Afrika. Alleen in een groot gebied rond de Sahara komen geen kameleons voor, maar verder zijn ze overal in Afrika te vinden, vooral in tropische bossen ten zuiden van de Sahara. Met name het eiland Madagaskar is rijk aan soorten, waarvan een groot deel endemisch is. Waarschijnlijk ontstond de kameleonfamilie op het Afrikaanse vasteland en ontwikkelde de groep zich apart in Madagaskar toen dat eiland zich losmaakte van het vasteland, waar de talrijke soorten ontstonden.
Kameleons zijn op sommige plaatsen door de mens uitgezet, zoals op het eiland Hawaï (Verenigde Staten), waar de Oost-Afrikaanse driehoornkameleon is geïntroduceerd. De jemenkameleon is ingevoerd in de Amerikaanse staat Florida. Het verspreidingspatroon van de kameleons, in het bijzonder dat van Chamaeleo zeylanicus, werd vroeger gebruikt als bewijs voor de verschuiving van de aardplaten maar dit is nu achterhaald. Uit een studie in 2008 bleek dat deze soort via Afrika en het Arabisch Schiereiland in zuidelijk Azië is beland. Ook een alternatieve theorie, die veronderstelde dat de soort middels drijvende vegetatie op het continent was terechtgekomen, werd in die studie ontkracht.
Vrijwel alle kameleons leven boven de bodem in bomen en struiken, in warme, vochtige, beboste gebieden. Veel soorten leven in tropische regenwouden of bergbossen. Slechts enkele soorten leven in droge, kale omgevingen zoals woestijnen. Enkele soorten zijn te vinden tot aan de sneeuwgrens in berggebieden. De enige Europese soort, de al genoemde gewone kameleon (Chamaeleo chamaeleon), leeft onder andere in halfwoestijnen en graslanden. De gewone kameleon is ook een van de weinige echte kameleons die regelmatig op de bodem komt.
De soorten die behoren tot de onderfamilie Brookesiinae, de korststaart- of bladkameleons, hebben in de regel een bodembewonende levenswijze. Ze zijn bruin en lijken op bladeren. Ze beklimmen geen bomen maar houden zich in de strooisellaag op.

## Uiterlijke kenmerken

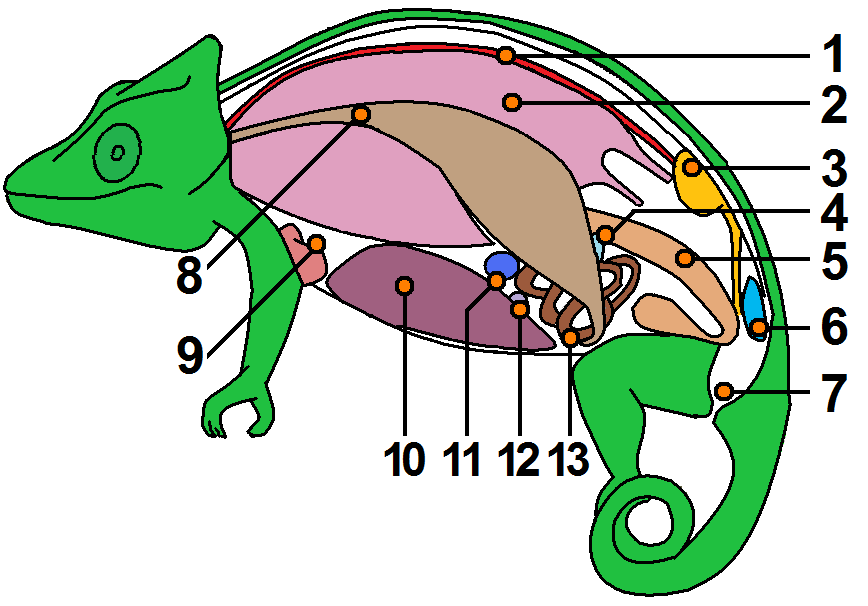
Schematische anatomie van een kameleon
----

Kameleons zijn direct te herkennen als hagedissen maar zijn ook in één oogopslag van alle andere groepen van reptielen te onderscheiden. Alle soorten hebben een karakteristieke bouw met de volgende kenmerken:
- Een zijwaarts afgeplat lichaam
- Poten die een tangachtige bouw hebben
- Meestal een dikke, oprolbare grijpstaart
- Een opmerkelijk gebouwde kop met grote, uitpuilende ogen
- Een tong die snel en ver naar buiten kan schieten.

De eerste drie kenmerken maken een leven in takken op enige hoogte in bomen en struiken mogelijk. Door de goed ontwikkelde ogen en de gespierde schiettong kan de kameleon, terwijl het lichaam met de tangachtige klauwen wordt stilgehouden, op voorbijkomende prooien jagen. Kameleons verschillen ook van andere hagedissen door het ontbreken van een halskraag, een plooi achter de kop die bij veel andere groepen voorkomt. Ook hebben kameleons geen femorale poriën. Deze vergrote poriën aan de onderzijde van de dijen komen bij de meeste andere hagedissen wel voor en dienen daar om in de paartijd lokstoffen af te geven op de ondergrond.
De grootte van kameleons varieert van ongeveer 3,5 centimeter, de maximale lengte die enkele kortstaartkameleons uit het geslacht Brookesia bereiken, tot meer dan 65 centimeter voor de grootste soorten. Voorbeelden daarvan zijn Parsons kameleon (Calumma parsonii) en de reuzenkameleon (Furcifer oustaleti).
Alle kameleons hebben een zijdelings afgeplat lichaam, vooral aan de bovenzijde. Een dergelijke lichaamsvorm is handig voor dieren die tussen de bladeren leven, omdat ze zich gemakkelijker door de takken en bladeren kunnen bewegen. Ook zijn ze zo van voren en van boven minder goed zichtbaar voor roofdieren.

### Kop

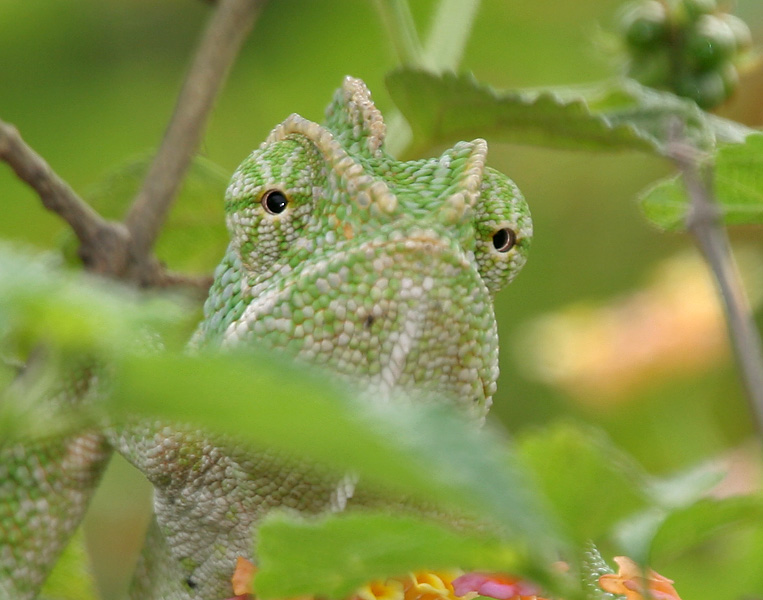
De positie van de ogen bij Chamaeleo zeylanicus

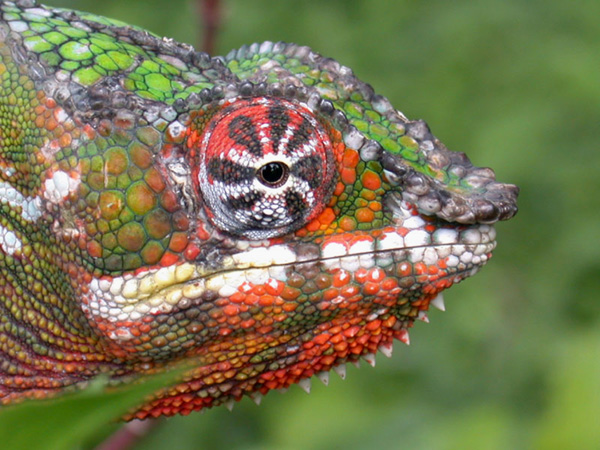
De kop van de panterkameleon (Furcifer pardalis)

Kameleons hebben een kenmerkende kop, waarbij met name de uitpuilende, individueel draaibare, ogen opvallen. De sterk gespecialiseerde tong valt pas echt op als een kameleon een prooi verschalkt. Bij veel soorten draagt de kop kammen, kragen of stekelrijen. Bij sommige soorten draagt de schedel een verbeende hoge kam, zoals bij Hoehnel's kameleon. Dergelijke kenmerken zijn in de dierenwereld verder alleen bekend van de dinosauriërs. Enkele soorten, waaronder de Oost-Afrikaanse driehoornkameleon, dragen hoorns, die gevormd zijn uit bot. Deze hoorns worden niet gebruikt om te vechten maar dienen om te imponeren.
De ogen van een kameleon zijn opvallend groot, sterk gespierd, en veel beter ontwikkeld dan de ogen van andere hagedissen. Ze zijn aan de basis verstevigd door een benen ring. De eigenlijke oogballen zijn grotendeels bedekt door de oogleden zodat de iris niet te zien is en alleen de pupil onbedekt blijft. De ogen staan aan de zijkant van de kop, puilen ver uit, en kunnen onafhankelijk van elkaar alle kanten op draaien, zodat een kameleon een zichthoek van 360 graden heeft zonder de kop te bewegen. Een kameleon kan hierdoor aan de voorzijde een prooi bekijken terwijl hij tegelijkertijd de omgeving aan de achterzijde in de gaten houdt en zo vijanden kan zien aankomen. Doordat de ogen zo ver uitpuilen kan een kameleon, hoewel de ogen aan de zijkant van de kop staan, toch met twee ogen naar voren kijken voor stereoscopisch zicht, dit in tegenstelling tot alle andere hagedissen. Kameleons zijn de enige groep van dieren die de ogen zowel kunnen focussen op eenzelfde voorwerp als onafhankelijk kunnen bewegen voor een zicht van 360 graden.
Alle kameleons hebben een gespecialiseerde tong die razendsnel uit de bek kan schieten en waarmee ze prooien vangen. De tong van kameleons is uniek binnen de dierenwereld. De enige andere dieren met een tong die er wat op lijkt zijn een aantal amfibieën zoals kikkers en salamanders. De tong van een kameleon is echter verder gespecialiseerd. Hij is sterk elastisch en kan bij volledig uitstrekken zes keer langer worden dan in rust, waarbij hij een lengte kan bereiken die tweemaal zo groot is als de lichaamslengte (de staart niet meegeteld). In rust ligt de tong ingetrokken in de bek.
Als een kameleon een mogelijke prooi ziet, wordt eerst de kop zo gedraaid dat de prooi nauwkeurig gelokaliseerd wordt door er beide ogen op te richten. Doordat kameleons stereoscopisch kunnen waarnemen, kunnen ze diepte zien en zo de afstand en positie van een prooi bepalen. Ze zijn hiermee in staat om de schiettong nauwkeurig op een prooi te richten. De prooi wordt benaderd door wiegende bewegingen te maken. De kameleon doet dit niet alleen om onopvallend te naderen maar ook om de afstand tot de prooi nog beter te bepalen. Vervolgens wordt de bek geopend en worden sterke spieren samengetrokken die de tong krachtig ontvouwen waarna deze de bek verlaat. Deze spieren worden de acceleratiespieren genoemd. Het zijn kringspieren die vlak voor het einde van de tong liggen. De tong ontleent zijn elasticiteit aan de aanwezigheid van elastinevezels. Aan het uiteinde van de tong zit een zuignapachtige structuur die de prooi vastzuigt. De werking van de tong berust dus niet op kleverigheid. Zodra de tong helemaal is uitgestrekt, wordt deze door het samentrekken van een in de lengte gelegen spier, de musculus hyoglossus, weer in de bek getrokken. De tong kan alleen worden gebruikt als hij vochtig is. Als de tong op een vochtig oppervlak gericht wordt glijdt het uiteinde hier gemakkelijk vanaf. De tong kan geen natte prooien zoals regenwormen grijpen.
Er zijn slechts enkele andere dieren die met hulp van stereoscopisch zicht hun prooien beschieten. Een voorbeeld zijn de schuttersvissen die hun prooien met een waterstraal beschieten.
Kameleons hebben geen functioneel orgaan van Jacobson waarmee de meeste andere hagedissen en alle slangen geuren waarnemen. Het orgaan van Jacobson is bij kameleons wel in aanleg aanwezig maar het is gedegenereerd en heeft z'n functie verloren. Andere hagedissen gebruiken hun tong om geurdeeltjes op te vangen door deze uit de bek te steken en heen en weer te bewegen. Vervolgens wordt de tong weer teruggetrokken en langs het orgaan van Jacobson gestreken waar de geurdeeltjes worden gedetecteerd. Van een aantal kameleons is beschreven dat ze in een vreemde omgeving aan takken likken om zich zo te oriënteren.
Kameleons hebben noch een uitwendig gehoororgaan, noch een middenoor. Ze zijn echter niet "doof". Trillingen van 200 tot 600 Hz kunnen ze waarnemen. Veel soorten kameleons kunnen trillingen produceren door het lichaam te vibreren. Dit wordt waarschijnlijk gebruikt voor de communicatie.

### Lichaamskleur

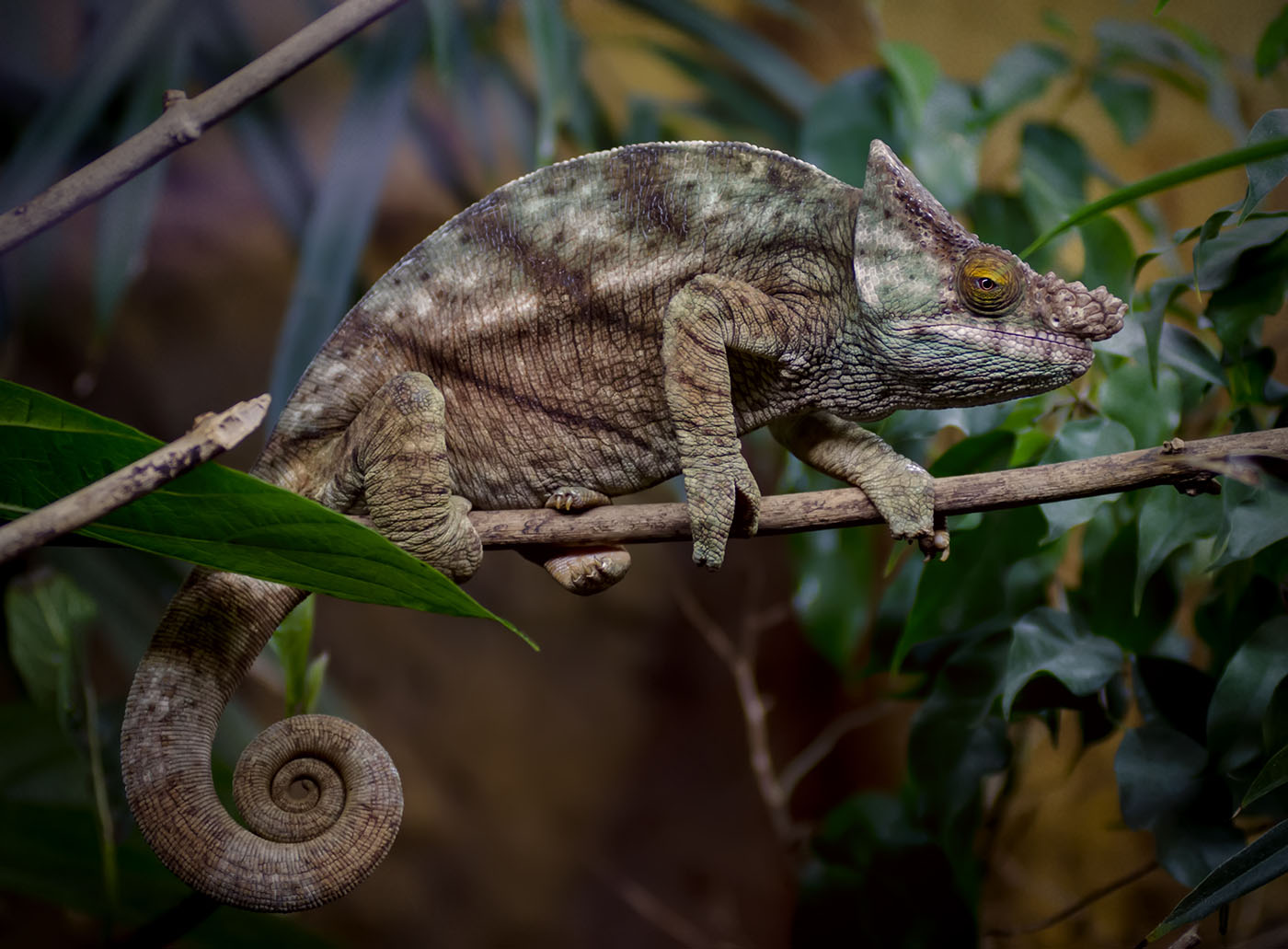
Parsons kameleon in een dierentuin

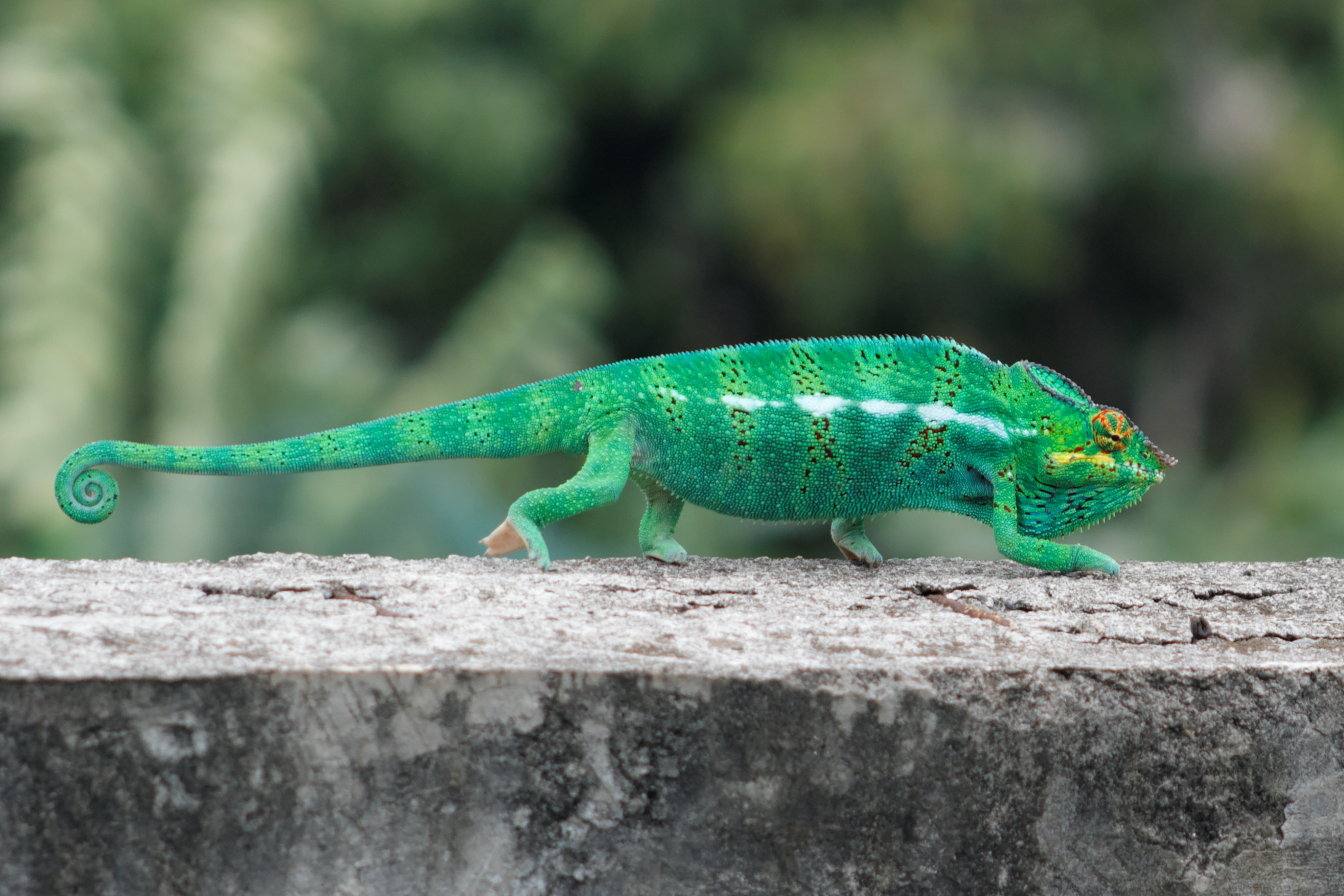
Panterkameleon

Kameleons staan bekend om hun vermogen om van kleur te veranderen. Ze kunnen dat niet alleen vrij snel maar soms vindt een volledige kleuromslag plaats: van heldere kleuren naar donkere kleuren tot bijna zwart. Om de kleurverandering te bewerkstelligen, worden de pigmenten in de huid herverdeeld tot de gewenste kleur bereikt is.
Vroeger werd gedacht dat kameleons hun kleuren kunnen aanpassen aan een omgeving die niet lijkt op de natuurlijke habitat maar dit is niet juist. De kleuren dienen voornamelijk om te communiceren (zie onder communicatie). Kameleons hebben wel een basiskleur waarmee ze in hun natuurlijke leefgebied niet opvallen, maar in een andere omgeving zouden afsteken tegen de achtergrond. De basiskleur hebben ze als ze zich op hun gemak voelen of slapen en als de weersomstandigheden ideaal zijn. De basiskleur lijkt vaak op de omgeving. De boombewonende soorten zoals Trioceros oweni zijn groen om niet op te vallen tussen de groene planten, terwijl de bodembewonende kortstaartkameleons uit het geslacht (Brookesia) bruin zijn en lijken op verdorde (bruine) bladeren. In de regel kunnen dergelijke bruine soorten een veel minder breed spectrum aan kleuren vertonen dan de groene soorten.
Niet alleen communicatie en camouflage spelen een rol bij de kleur. Omgevingsomstandigheden en de gezondheid van de kameleon hebben daar invloed op. Een gezonde kameleon vertoont in zijn natuurlijke leefomgeving een bepaalde basiskleur, zolang de omstandigheden normaal zijn. Als de temperatuur te hoog wordt, kleurt de kameleon lichter, om zo warmtestraling meer te reflecteren en daardoor niet verder op te warmen. Als de temperatuur te laag wordt krijgt de huid een donkere kleur om zo meer warmtestraling op te nemen. Ook de luchtvochtigheid is van invloed op de huidskleur.
Vooral als een kameleon opgewonden is of stress ondervindt kan de kleur binnen korte tijd dramatisch veranderen. Een zieke, angstige of boze kameleon kleurt zeer donker tot bijna zwart, soms met felgekleurde vlekjes.
Het veranderen van kleur wordt in gang gezet door het centraal zenuwstelsel van de kameleon, en ook hormonen spelen hierbij een rol. De kleurverandering is een gevolg van het herverdelen van pigmenten in verschillende lagen van de huid. De huid bestaat aan de buitenkant uit een transparante opperlaag of epidermis en aan de binnenkant uit twee reflecterende lagen. De ene laag reflecteert blauw licht en de andere laag wit licht. Tussen de epidermis en de reflecterende lagen liggen de pigmentcellen of chromatoforen. Ze kunnen verschillende pigmenten bevatten. Melanoforen liggen in de onderste laag van de huid, boven de reflecterende lagen. Melanoforen bevatten donkerbruine pigmenten. Iridoforen, die blauwe kleuren bevatten, liggen in een laag daarboven. De xanthoforen, met gele, en erythroforen, met rode kleuren, liggen in de bovenlaag van de huid, vlak onder de epidermis. Door de pigmentkorrels in een cel te herschikken worden andere kleuren licht weerkaatst. Als de pigmentkorrels gelijkelijk over een cel verdeeld zijn, heeft de cel een intense kleur. Als de korrels op één plek in de cel worden samengetrokken, dan wordt de cel transparant.
Kameleons zijn niet de enige hagedissen die van kleur kunnen veranderen. Ook veel gekko's en anolissen, en andere reptielen zoals sommige slangen en schildpadden kunnen hun kleur aanpassen.

### Poten en staart

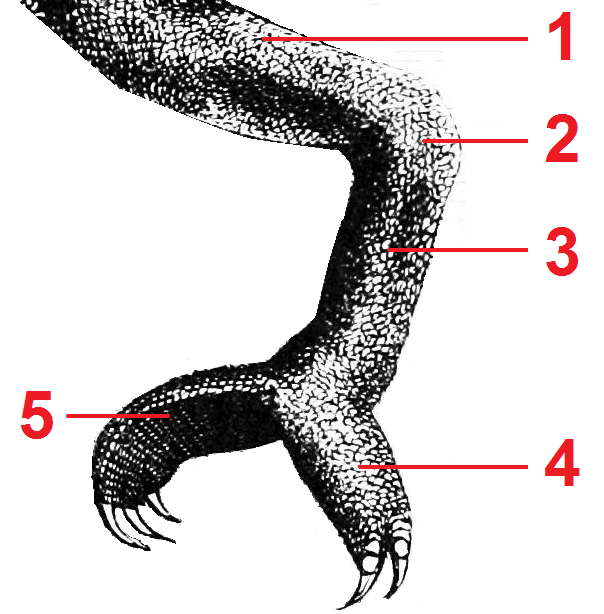
Voorpoot van een kameleon
----

Kameleons hebben korte poten die verder naar onderen staan in vergelijking met andere hagedissen. De poot zit aan het lichaam met een korte dij (1), die met een flexibel kniegewricht (2) is verbonden met de scheen (3). De uiteinden van de poten doen denken aan wanten; de vijf tenen zijn gepaard en staan tegenover elkaar: aan de ene zijde zitten er twee (4) en aan de andere zijde drie (5). Bij de voorpoot zitten twee tenen buiten en drie binnen; bij de achterpoot is dit precies omgekeerd.
De gewrichten van de poten zijn met elkaar vergroeid, op het laatste pootgewricht en het klauwtje na zodat enige beweeglijkheid mogelijk is. De poten hebben hierdoor een op een tang gelijkende werking. Deze aanpassing van de poten om zich beter aan takken vast te houden wordt zygodactyl genoemd en komt ook voor bij andere dieren zoals vogels.
Bij het benaderen van de prooi gaat de kameleon voorzichtig te werk en beweegt zich voort door de voorpoot op te heffen en deze langzaam om een tak te klemmen, vervolgens wordt de achterpoot aan dezelfde zijde van het lichaam naar voren gebracht en vastgeklemd. Daarna herhaalt dit zich bij de voor- en achterpoten aan de andere zijde van het lichaam.
De poten worden door een aantal soorten gebruikt om een nest te graven. Ze zijn hier echter niet voor geschikt waardoor het lange tijd in beslag neemt. Van de soort Chamaeleo zeylanicus is bekend dat een vrouwtje er twee dagen over deed om een nest te graven en er vervolgens nog een dag mee bezig was om het weer dicht te gooien.
Alle kameleons hebben een staart. Bij de meeste soorten is deze langer dan het lichaam, maar de staart blijft hiermee relatief kort in vergelijking met de staart van andere hagedissen zoals echte hagedissen of varanen.
De meeste kameleons houden de staart vaak in een spiraalsgewijs opgerolde positie als het dier rust. Om weg te vluchten wordt de staart juist achter het lichaam gestrekt. Als een vijand de staart van een kameleon vastpakt, breekt de staart niet af (caudale autotomie), zoals wel bij andere hagedissen voorkomt. De staart is rond in doorsnede en is sterk gespierd. De staart wordt in de regel gebruikt als vijfde ledemaat om het lichaam te verankeren aan een tak.
Bij een aantal bodembewonende soorten uit de onderfamilie Brookesiinae is de staart sterk gedegenereerd. Deze soorten worden de kortstaartkameleons genoemd en kunnen de staart niet als grijporgaan gebruiken.

### Uitsteeksels

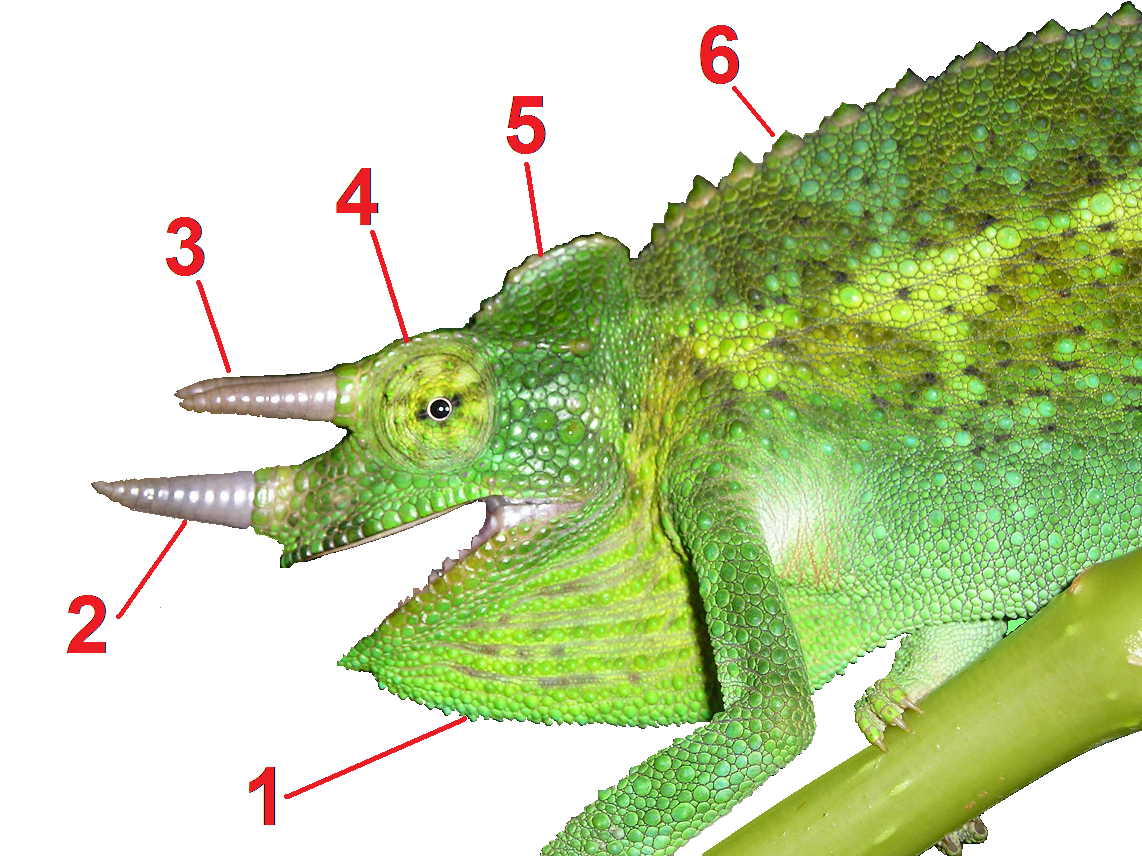
Kammen en stekels van de Oost-Afrikaanse driehoornkameleon
----

Kameleons staan naast hun kenmerkende lichaamsvorm bekend om hun opvallende lichaamsstructuren zoals een vaak felgekleurde keelzak, verharde kammen, stekelrijen, hoorns en oorkwabben in allerlei vormen en combinaties. Bij geen enkele andere groep van de hagedissen zijn deze kenmerken zo sterk ontwikkeld als bij de kameleons (zie onder Onderscheid met andere hagedissenfamilies).
Vooral bij de grotere soorten bedekt de keelzak de gehele onderzijde van de kop. De schubben vertonen vaak een neutrale kleur, maar de keelzak kan worden volgezogen met lucht en in opgeblazen toestand wordt de onder de schubben liggende huid zichtbaar die vaak een felle kleur heeft. Voorbeelden van soorten met een duidelijke keelzak zijn de panterkameleon (Furcifer pardalis) en de jemenkameleon (Chamaeleo calyptratus). De keelzak wordt voornamelijk gebruikt om te dreigen, zie onder communicatie.

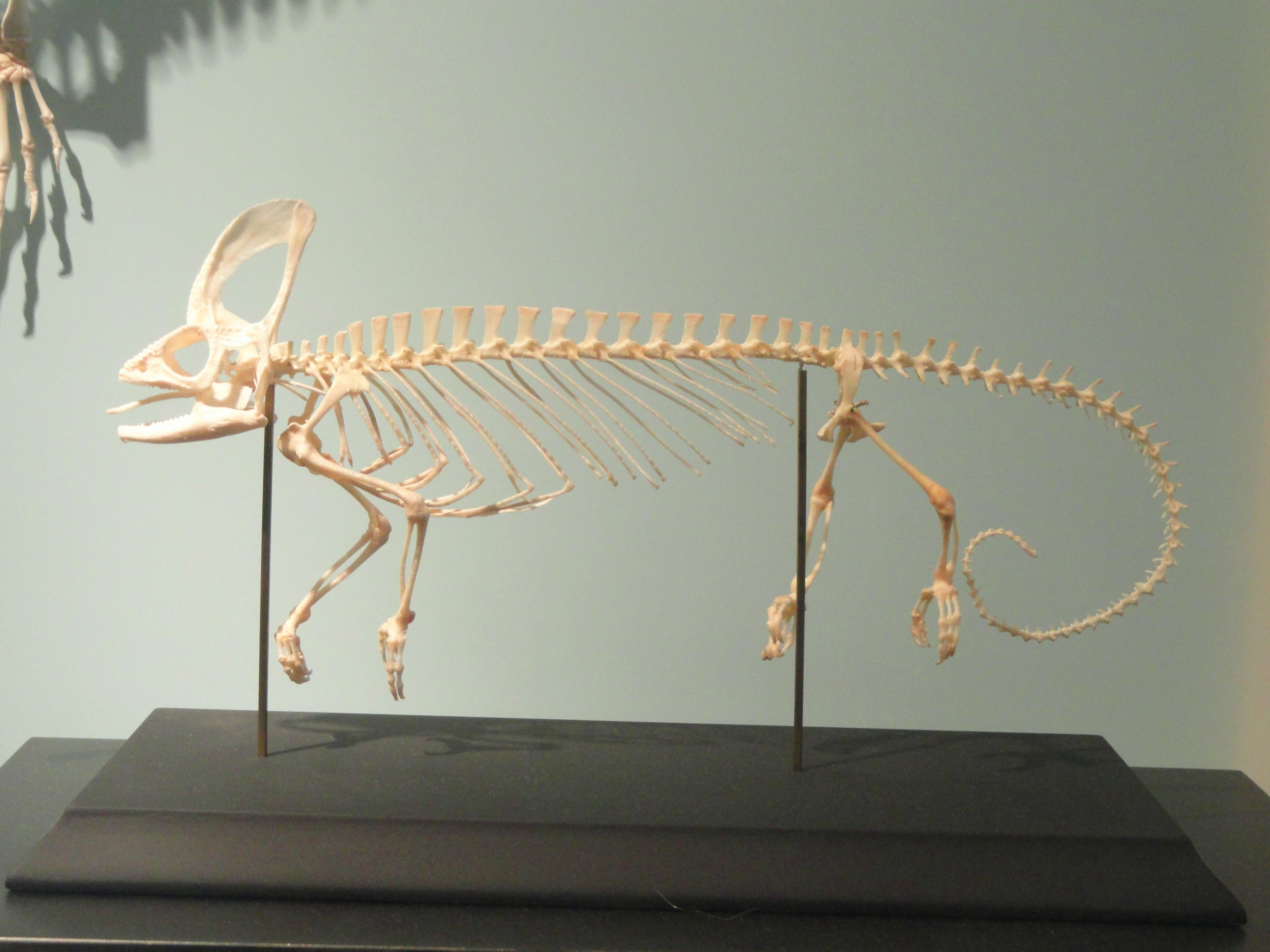
Skelet van een jemenkameleon met benige kam op de kop

Een opvallend verschijnsel aan de bovenzijde van de kop zijn de bij een beperkt aantal soorten voorkomende hoorns. De mannetjes hebben altijd meer geprononceerde uitsteeksels dan de vrouwtjes. Bij sommige soorten hebben alleen de mannetjes hoorns en de vrouwtjes niet. De meeste soorten hebben een enkele hoorn, die bestaat uit een uitsteeksel met huid en schubben. Deze hoorn is niet verhard maar kwabachtig en flexibel. Voorbeelden zijn de neuskameleon en de korthoornkameleon. Andere soorten hebben twee van dergelijke hoorns, zoals de bergkameleon (Trioceros montium). Ook bij deze soorten zijn de hoorns slap en buigbaar. De best ontwikkelde hoorns hebben de driehoornkameleons uit het geslacht Trioceros (trio = drievoudig en ceros = hoorn). De bekendste vertegenwoordiger is de Oost-Afrikaanse driehoornkameleon (Trioceros jacksonii) die drie hoorns heeft. De hoorns bestaan bij deze soorten uit verharde, puntige en duidelijk uit ringen opgebouwde structuren. Bij de driehoornige soorten ontspruit de middelste hoorn altijd aan de voorzijde van de snuit boven de neus, de andere twee staan boven de ogen, aan de voorzijde van de oogkas. De functie van de hoorns is het imponeren van andere mannetjes. De hoorns worden dus nooit gebruikt om een soortgenoot te steken.
Aan de bovenzijde van de ogen is vaak een verstevigde rand aanwezig waarop kleine stekeltjes zitten. Dit wordt de oogkam genoemd. Deze structuur is bij de mannetjes veel beter ontwikkeld dan bij de vrouwtjes van dezelfde soort. Achter het oog ligt bij alle kameleons de zogenaamde oorkwab, die aan de bovenzijde meestal een verharde rand heeft die soms gestekeld is. Door zijn vorm en positie doet de flap enigszins denken aan het oor van een olifant. De oorkwab is bij een aantal kameleons bijzonder groot en kan worden opgericht bij bedreiging of om andere kameleons te imponeren. De jemenkameleon heeft sterk vergrote oorkwabben die vergroeid zijn met de verbeende kam op de schedel.
Veel kameleons bezitten een kam aan de bovenzijde van de rug. Die bestaat soms uit een gladde rand, maar vaak draagt de rugkam stekeltjes. Bij enkele soorten is de rugkam sterk verhoogd en verstevigd met verticale uitsteeksels van de wervelkolom. Voorbeelden van soorten met een dergelijk zeilachtige rugkam zijn Hoehnel's kameleon (Chamaeleo hoehnelii) en de bergkameleon (Trioceros montium).

### Geslachtsonderscheid

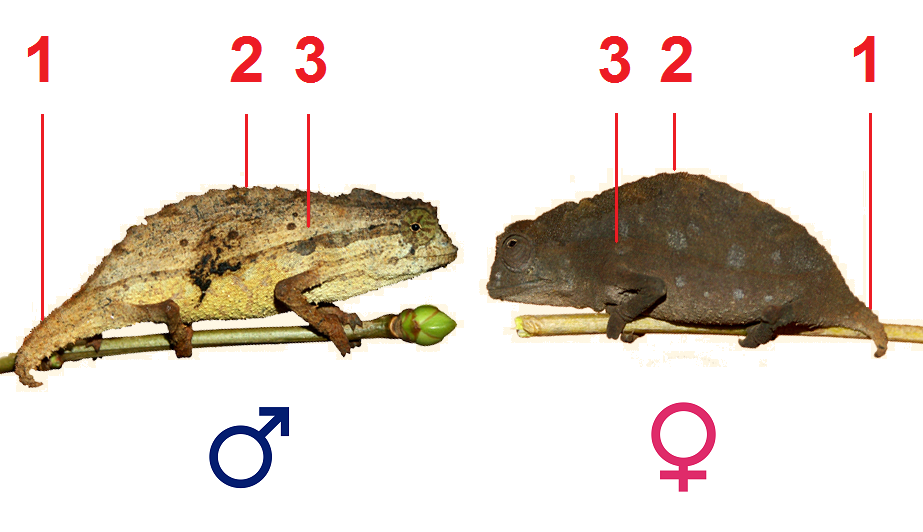
Mannetje en vrouwtje van de Rieppeleon brevicaudatus
----

Kameleons zijn vaak seksueel dimorf, dat betekent dat de mannetjes er anders uitzien dan de vrouwtjes. Vooral bij de grotere soorten verschillen de geslachten: mannetjes worden gemiddeld veel groter dan vrouwtjes. Bij sommige soorten, zoals bij de reuzenkameleon, kunnen de mannetjes soms twee keer zo groot worden. Bij een aantal soorten is het echter net andersom en wordt juist het vrouwtje groter; een voorbeeld is de O'Shaughnessy's kameleon.
Mannetjes hebben vaak wat fellere kleuren en een duidelijke tekening en hebben daarnaast grotere kammen en hoorns. Bij de meeste soorten die hoorns dragen zijn deze bij de vrouwtjes aanzienlijk kleiner of ontbreken ze geheel. Een uitzondering is Calumma nasutum, waarbij zowel het mannetje als het vrouwtje een duidelijke hoorn draagt. De hoorn is bij het mannetje wel meer geprononceerd.
Daarnaast hebben mannetjes net als andere hagedissen een verhoudingsgewijs langere staart. Dit is bij een opgerolde staart overigens moeilijk te zien.

### Onderscheid met andere hagedissenfamilies
Kameleons zijn eigenlijk niet te verwarren met andere hagedissen. Wel zijn er vertegenwoordigers uit andere families die enkele kenmerken gemeen hebben. Hoewel de meeste hagedissen bijvoorbeeld geen grijpstaart hebben, zijn er een paar die dat, net als bijna alle kameleons, wel hebben. Voorbeelden zijn de alligatorhagedissen uit het geslacht Elgaria, een aantal soorten gekko's en skinken zoals de wimpergekko (Rhacodactylus ciliatus), de reuzenskink van de Salomonseilanden (Corucia zebrata) en de zesstreeplangstaarthagedis (Takydromus sexlineatus). De staart van kameleons is echter van alle hagedissen die een dergelijke grijpstaart hebben het best ontwikkeld.
Een kegelvormige oogomgeving komt ook bij andere groepen van hagedissen voor, zoals bij de anolissen. Een soort die erg op een kameleon lijkt en er zelfs naar vernoemd is, is de onechte kameleon (Anolis chamaeleonides). Een vergelijkbare rugkam en kammen op de bovenzijde van de kop komen bij meer hagedissen voor, zoals de helmleguanen en de basilisken. Er zijn ook andere hagedissen met bijvoorbeeld een keelzak (baardagame), flappen (kraaghagedis) of hoorntjes (paddenkopagamen) maar deze zijn nooit zo sterk ontwikkeld als bij de kameleons.

## Levenswijze

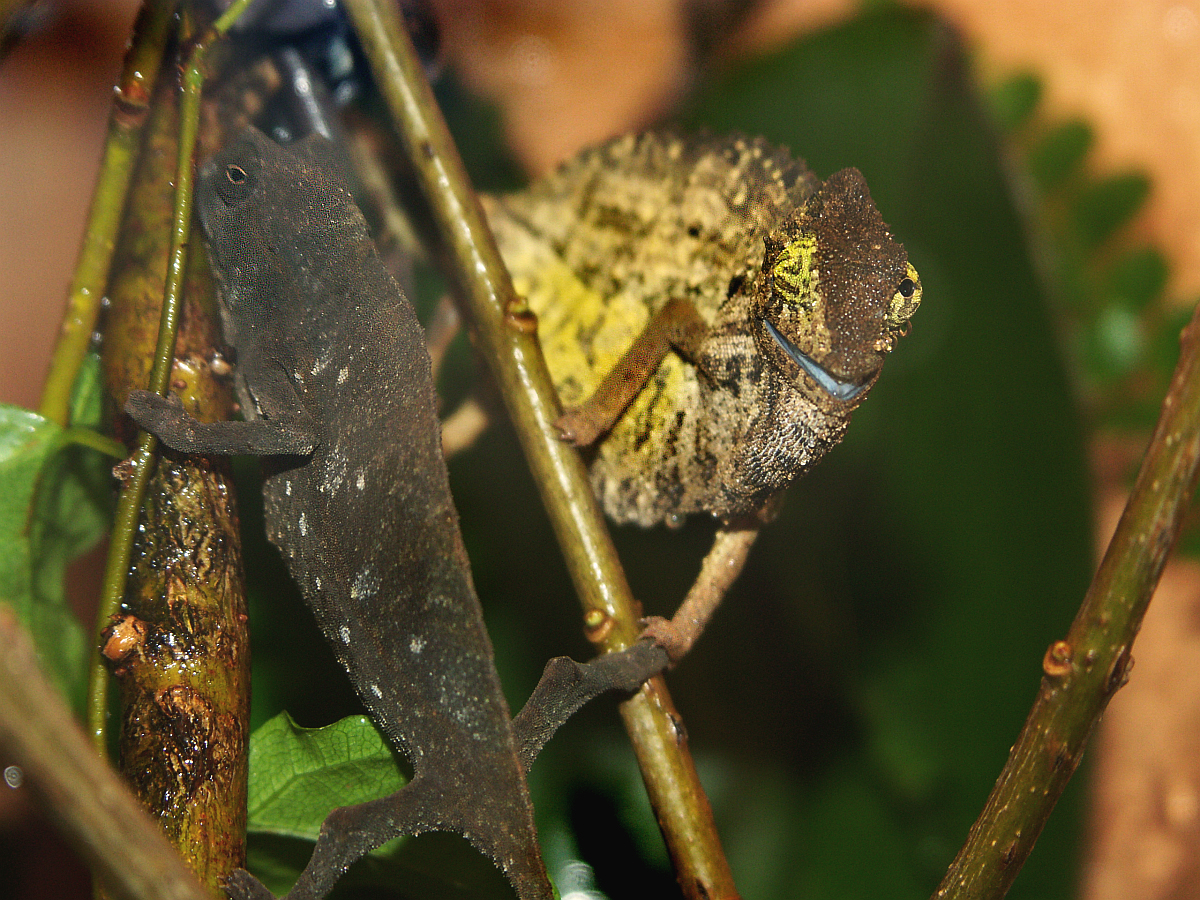
Balts Rieppeleon brevicaudatus, met rechts een flashend mannetje

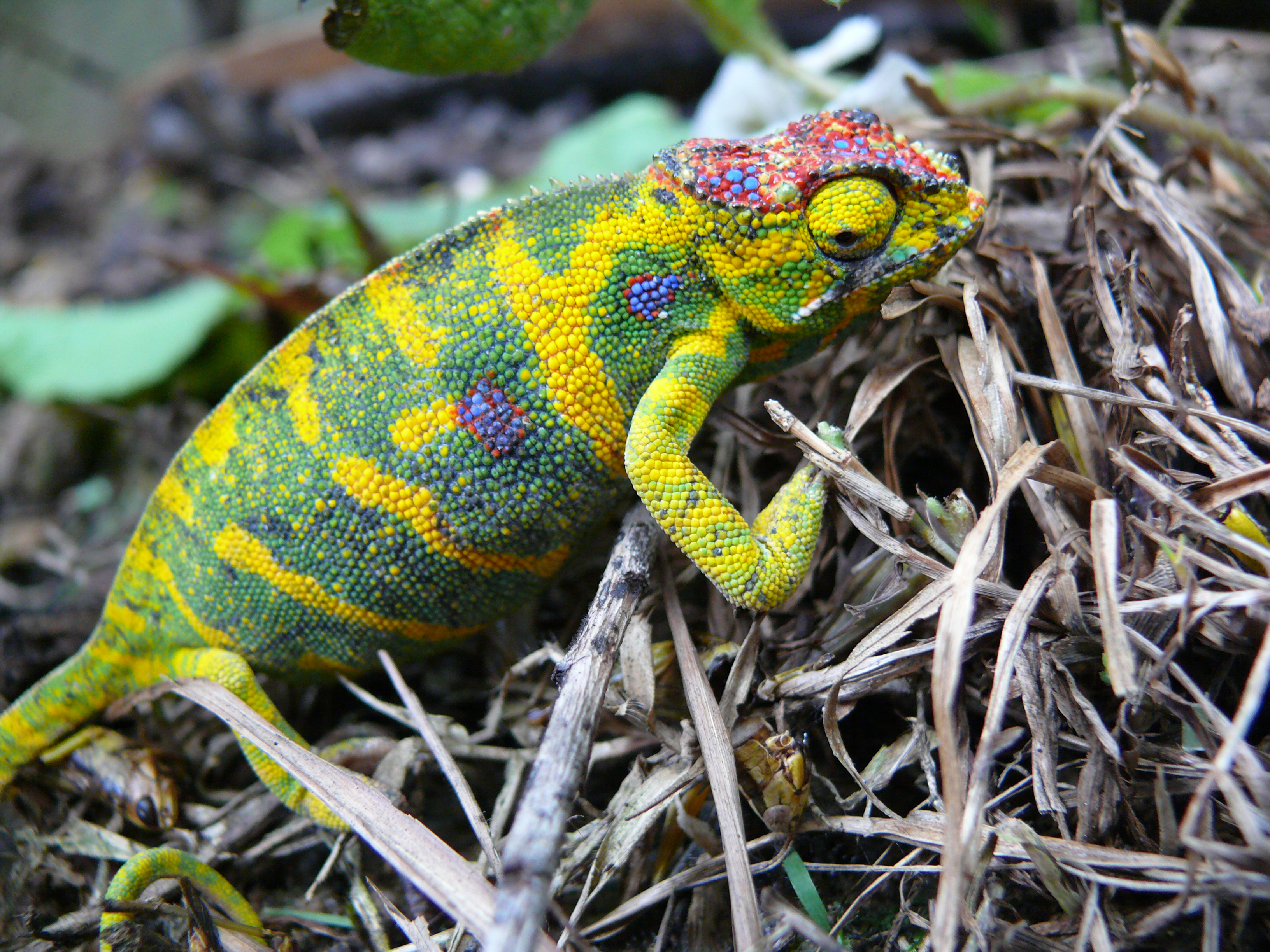
Een zwanger vrouwtje kan zeer felle afweerkleuren vertonen, zoals hier Furcifer minor met gele en groene kleuren en heldere rode en blauwe vlekken.

Zoals de meeste hagedissen zijn kameleons overdag actief, voornamelijk vlak na zonsopkomst en in de namiddag voor zonsondergang. Op het heetst van de dag kruipen ze weg om te schuilen maar de rest van de dag loeren kameleons op prooidieren en bewegen zo min mogelijk. Het zijn zeer solitaire dieren die soortgenoten niet dulden en dreiggedrag vertonen als die het territorium betreden.
De meeste hagedissen komen niet graag in het water, maar zijn, als het moet, goede zwemmers. Kameleons daarentegen zijn erg slechte zwemmers, ze zijn hier te stijf voor. Een ander verschil met vrijwel alle andere hagedissen is de trage motoriek. Kameleons staan bekend om hun slome tred. Veel soorten maken wiegende bewegingen tijdens de voortbeweging, en bootsen zo een in de wind bewegend blad na.

### Communicatie
Kameleons behoren tot de leguaanachtigen (Iguania). Veel vertegenwoordigers van deze groep kennen vergaande vormen van communicatie. Veel soorten maken ritmische bewegingen door met de kop te knikken of met de poten te zwaaien. Kameleons kennen een dergelijke signaalvorm niet, maar geven wel signalen door het aannemen van een bepaalde kleur. Ook kunnen sommige soorten trillingen produceren. Kameleons kunnen trillingen van de bodem of de tak waarop ze zitten namelijk goed waarnemen. Als twee concurrerende mannetjes elkaar tegenkomen wordt uiteenlopend dreiggedrag vertoond, zoals luid sissen, het opensperren van de bek, het opblazen van het lichaam en de keelzak, en het verheffen van flappen en kammen.
De belangrijkste functie van het vermogen om van kleur te veranderen is de communicatie. Kameleons hebben net als veel andere dieren een kleur die ze minder op doet vallen in hun natuurlijke omgeving. Het veranderen van kleur wordt in de regel gebruikt om de kameleon juist beter zichtbaar te maken voor andere kameleons. Dit hoeven niet noodzakelijk soortgenoten te zijn. Zowel mannetjes als vrouwtjes zijn ook agressief tegen andere soorten kameleons die het territorium betreden. Kameleons kleuren donker of vertonen juist felle kleuren als ze andere exemplaren tegenkomen.
Het veranderen van kleur wordt vooral gebruikt door de mannetjes die een vrouwtje proberen te verleiden tijdens de balts. Daarbij proberen mannetjes het vrouwtje te imponeren door van kleur te verschieten, wat wel flashen wordt genoemd. Een ander bekend voorbeeld van een extreme kleuromslag is te zien bij de zwangere vrouwtjes van een aantal soorten, die felle afweerkleuren kunnen vertonen als ze een paarlustig mannetje tegenkomen. Zo proberen ze het mannetje op afstand te houden omdat ze al bevrucht zijn.

### Voortplanting en ontwikkeling

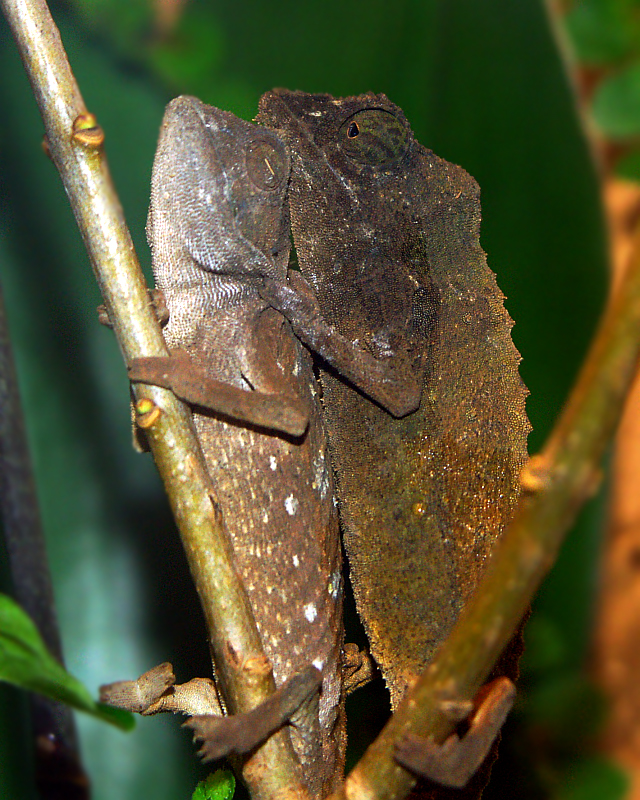
Paring van Rieppeleon brevicaudatus

Kameleons zijn solitaire dieren en mijden elkaar doorgaans zo veel mogelijk. In de voortplantingstijd bakenen de mannetjes een territorium af dat wordt verdedigd tegen andere mannetjes. Kameleons zijn agressief tegen andere kameleons: ze verjagen zowel soortgenoten als exemplaren van andere soorten. De vijandigheden beperken zich meestal tot imponeren, waarbij de dieren elkaar niet verwonden maar proberen te overbluffen. Bij sommige soorten zoals de Oost-Afrikaanse driehoornkameleons hebben de mannetjes formidabele hoorns maar ze raken elkaar tijdens een concurrentiestrijd zelden aan. Van kleinere soorten zoals de dwergkameleon is wel beschreven dat de mannetjes fel op elkaar inbijten. Vooral in de paartijd vechten mannetjes net zo lang tot er één is uitgeput. Ook vrouwtjes kunnen agressief gedrag naar elkaar vertonen. Bij veel soorten zijn het de mannetjes die beter ontwikkelde kammen, hoorns of schedelvergroeiingen hebben, kenmerken die een rol spelen bij agressief gedrag.
Als een mannetje een vrouwtje heeft gevonden is het de vraag of ze paringsbereid is. Vooral de zwangere maar met name de juveniele vrouwtjes zijn dit niet en bijten fel van zich af. Als een mannetje wel een geschikte partner tegenkomt, vindt in de regel eerst een paringsritueel of balts plaats, die bestaat uit een soort dansje. Daarna vindt de paring plaats waarbij de staarten elkaar omstrengelen en het mannetje met zijn penis contact maakt met de cloaca van het vrouwtje. De paring duurt meestal kort en sommige soorten paren meerdere keren. Na ongeveer een maand legt het vrouwtje haar eieren. Van kameleons is bekend dat de vrouwtjes sperma kunnen opslaan en zo meerdere legsels kunnen bevruchten na een paring. In de reptielenwereld komt soms maagdelijke voortplanting of parthenogenese voor, waarbij een niet-bevrucht vrouwtje toch nakomelingen krijgt die dan klonen van de moeder zijn. Bij kameleons is een dergelijk gedrag niet bekend, hoewel van de bladkameleon (Rhampholeon spectrum) wordt vermoed dat de dieren zich soms maagdelijk voortplanten.
Kameleons zijn in de regel eierleggend en begraven de eieren in ondiepe kuiltjes in de bodem. Het aantal eitjes verschilt sterk; van enkele tot vele tientallen. Soorten die slechts enkele eitjes leggen doen dit vaak meerdere keren per jaar. Omdat kameleons nogal stijf zijn kunnen ze hun eieren niet onder stenen of houtblokken leggen, zoals de meeste hagedissen wel doen. Soms verstoppen ze de eieren in holle bomen of boomstronken in zacht rottend hout. De eieren hebben een perkamentachtige schaal. De embryonale ontwikkeling duurt relatief lang: enkele soorten kruipen na vier tot zes maanden uit het ei, van andere soorten is bekend dat de incubatietijd meer dan een jaar kan bedragen. Voor de ontwikkeling van het embryo is een hoge omgevingstemperatuur vereist. Die temperatuur verschilt wel enigszins van soort tot soort. De incubatietijd bij de Parsons kameleon (Calumma parsonii), die leeft in het oosten van Madagaskar, is erg variabel, en loopt uiteen van 12 tot 24 maanden.
Een aantal kameleons legt geen eieren maar is eierlevendbarend. Dit zijn vooral de soorten die in wat koelere streken leven. De jongen komen in een dun vliesje ter wereld, dat zij direct verlaten. Van de soort Chamaeleo eliotti is beschreven dat de jongen in een vliesje worden geboren en hierbij vaak op de bodem vallen. In het vliesje bevindt zich aan de onderzijde een vloeistof die kennelijk dient als schokdemper bij het vallen.
De juvenielen hebben vaak een andere kleur dan de ouders en missen nog de kenmerkende eigenschappen van de ouderdieren als uitstekende oorkwabben of hoorns. De jonge kameleons vertonen een sterk trekgedrag, zodat ze zich snel verspreiden. De jongen groeien relatief snel in vergelijking met andere hagedissen en zijn bij veel kleinere soorten binnen een jaar geslachtsrijp. Kameleons moeten regelmatig vervellen waarbij ze de oude huid afwerpen. Dit wordt ook wel de ecdysis genoemd. Na een vervelling kan de nieuwe huid van de kameleon uitrekken, en zo wordt de hagedis groter. Kameleons vervellen net als andere hagedissen niet in één keer maar de huid laat in flarden los. Een pas vervelde kameleon heeft intensere kleuren dan een exemplaar dat bijna aan vervellen toe is.
De levensverwachting van een kameleon verschilt per soort. Kleinere soorten leven ongeveer één a twee jaar, veel soorten halen in het wild vijf tot tien jaar. De grootste soorten kunnen een leeftijd bereiken van meer dan tien jaar.

Afbeeldingen: Afzet en uitsluipen van de eieren bij Chamaeleo africanus.
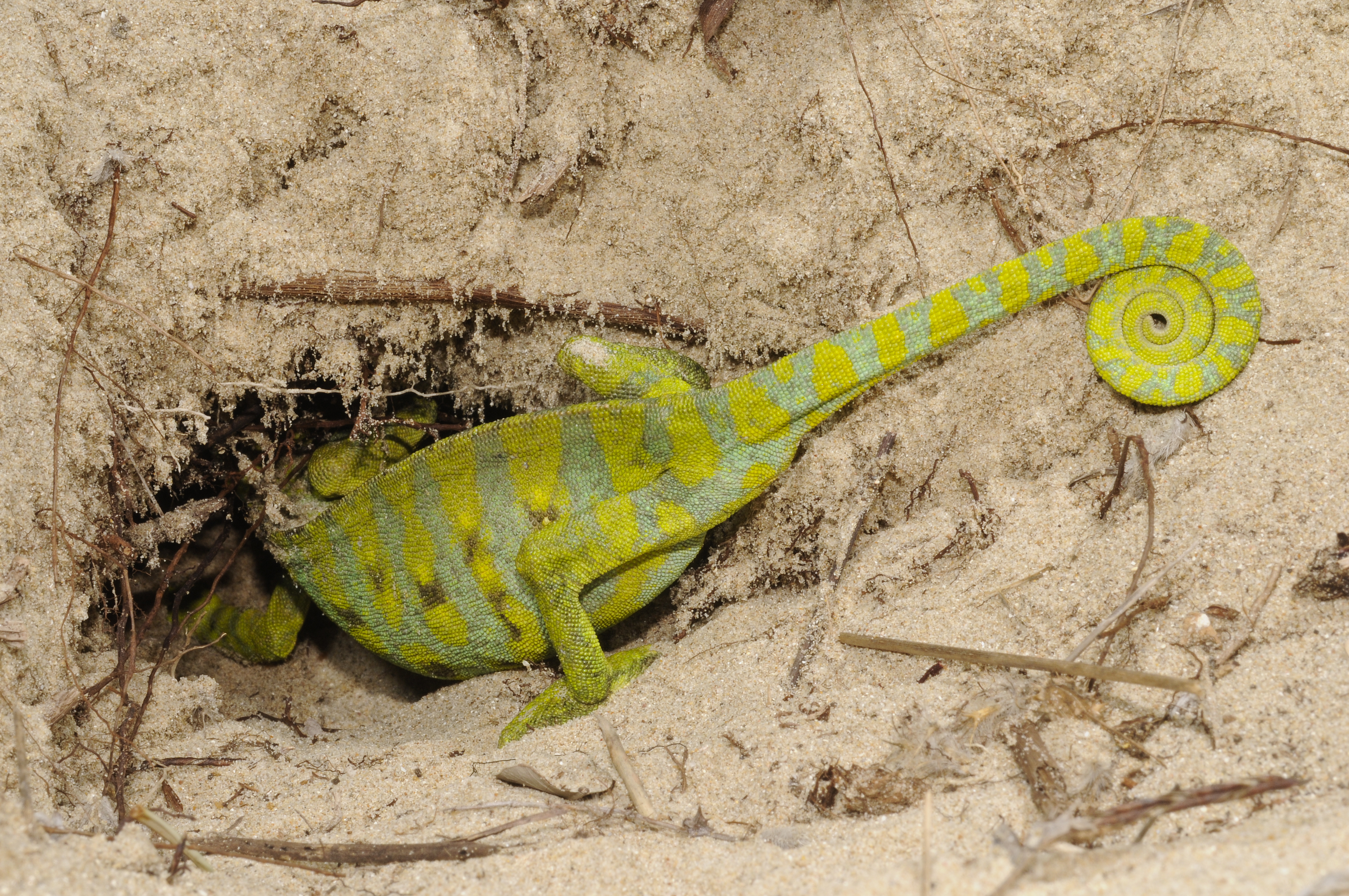
Een vrouwtje graaft een nest.
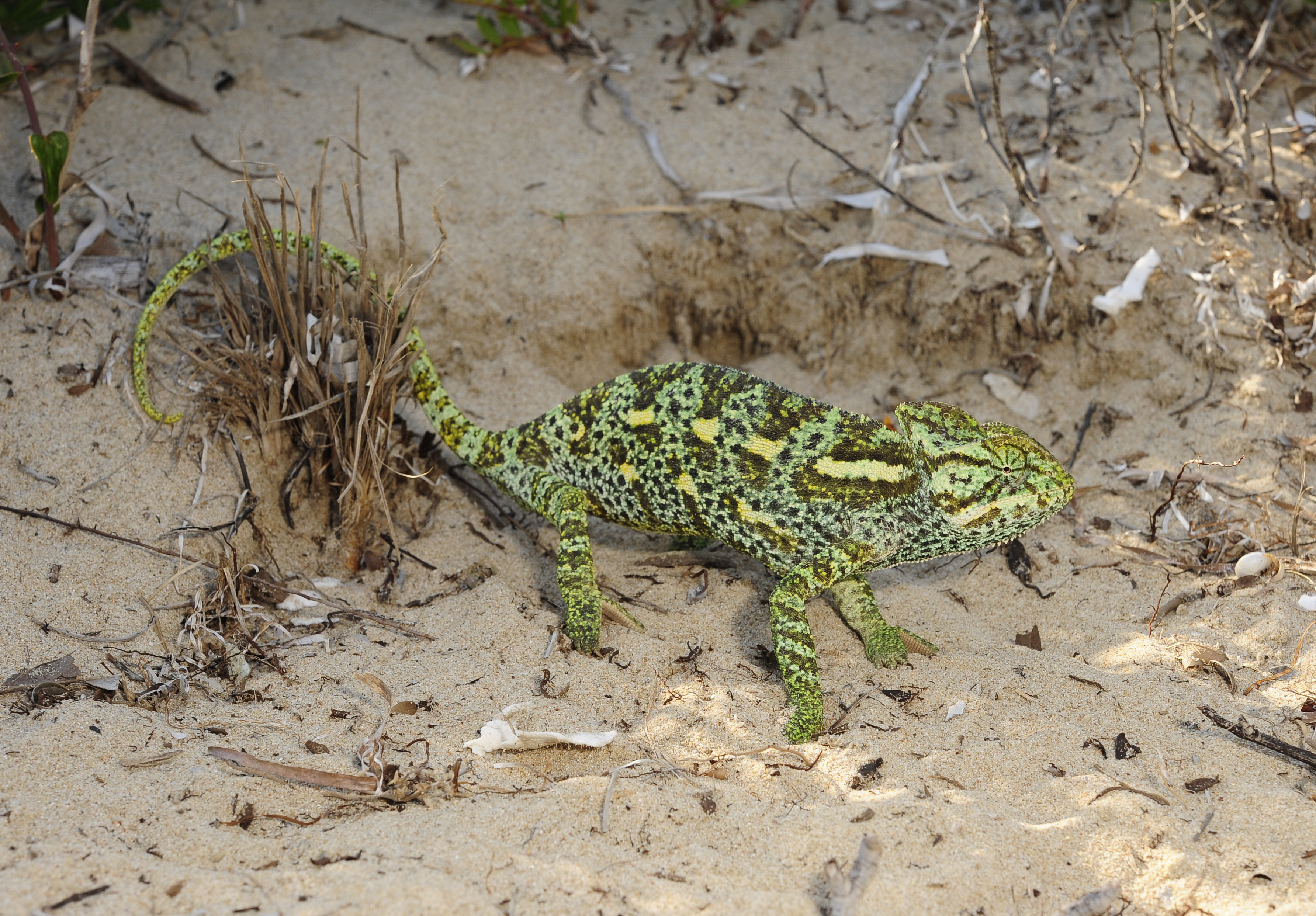
Ze gooit het na de leg dicht.
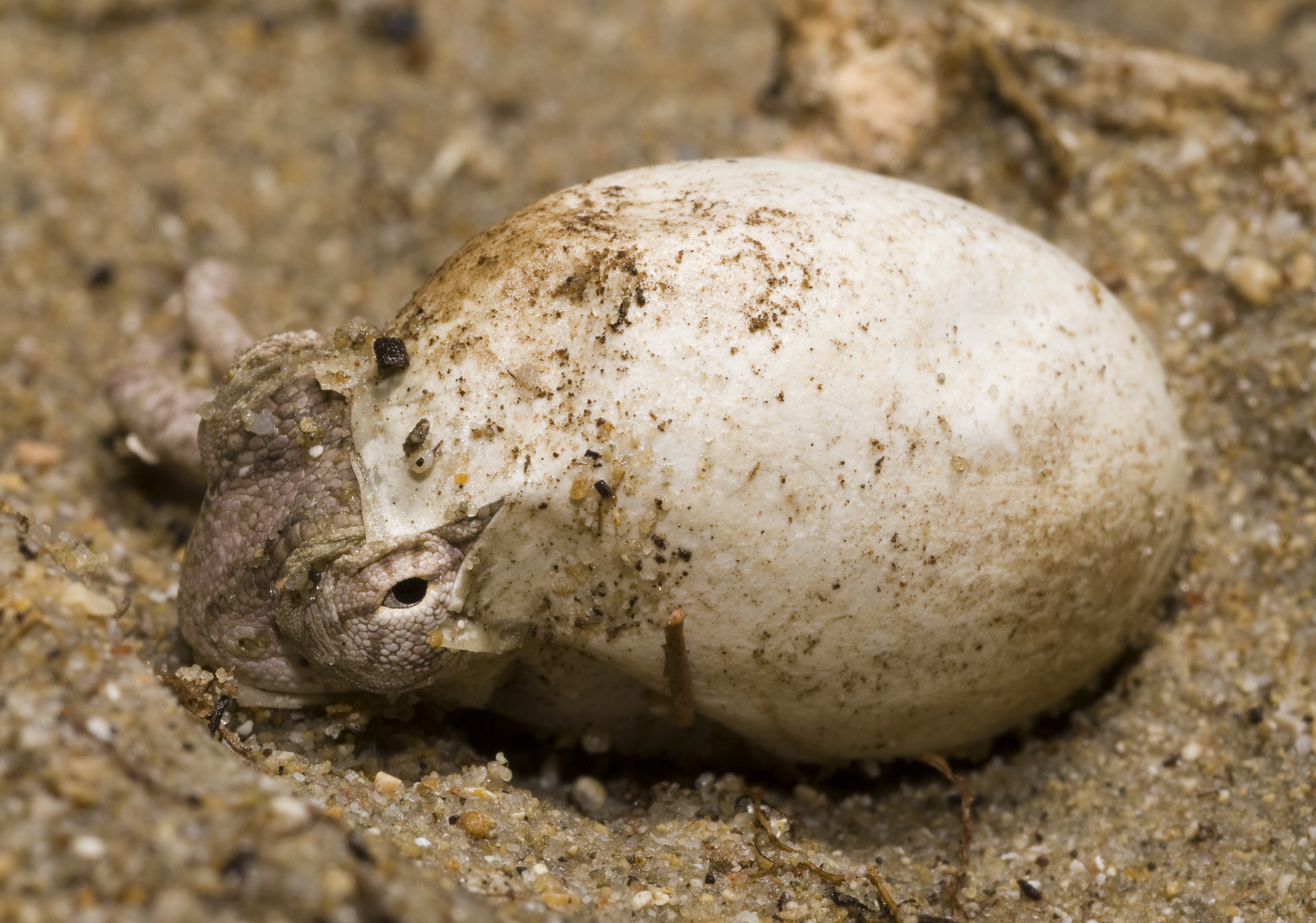
Het jong komt uit het ei.
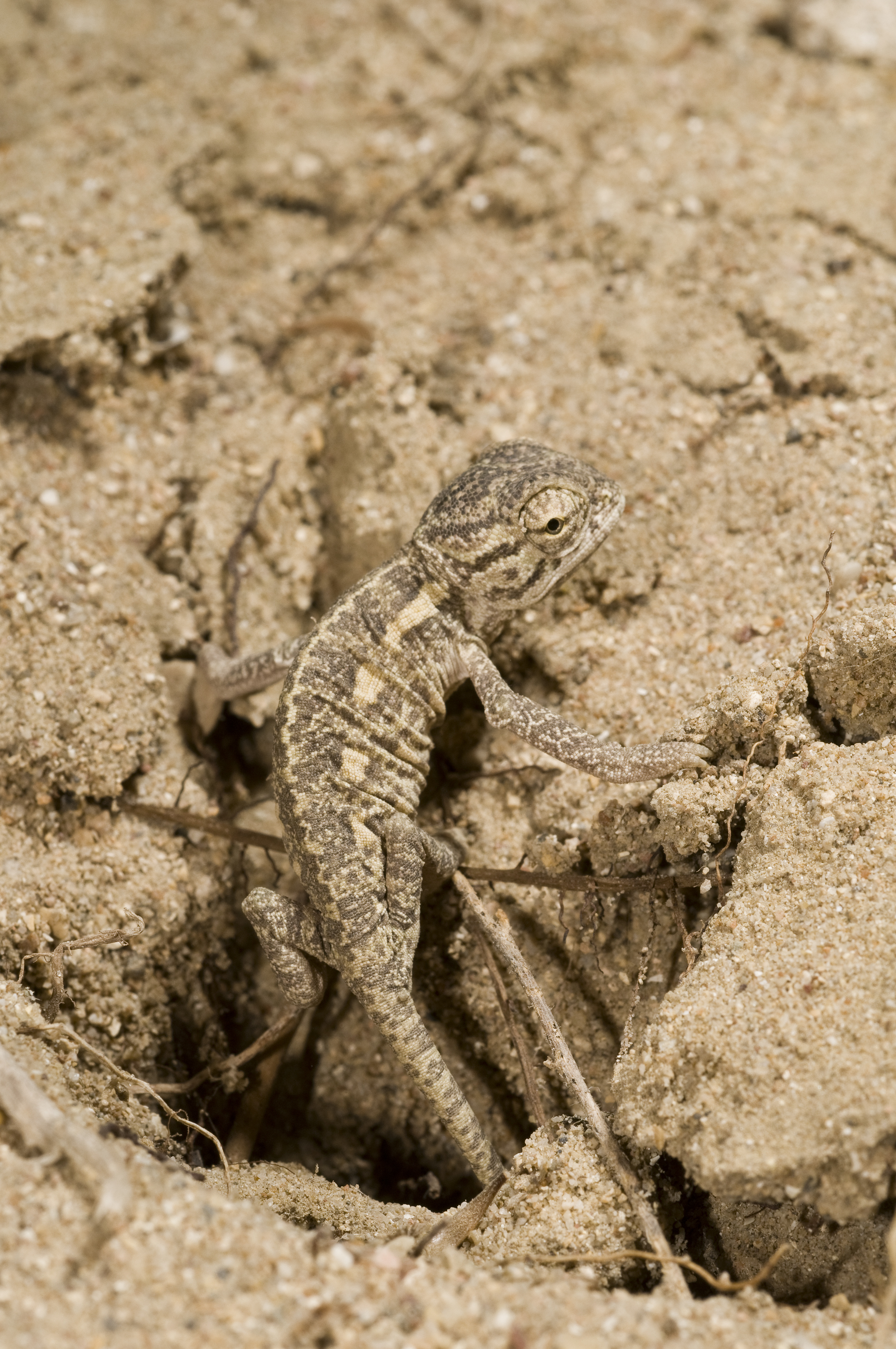
Het jong verlaat het nest.

### Voedsel en jacht

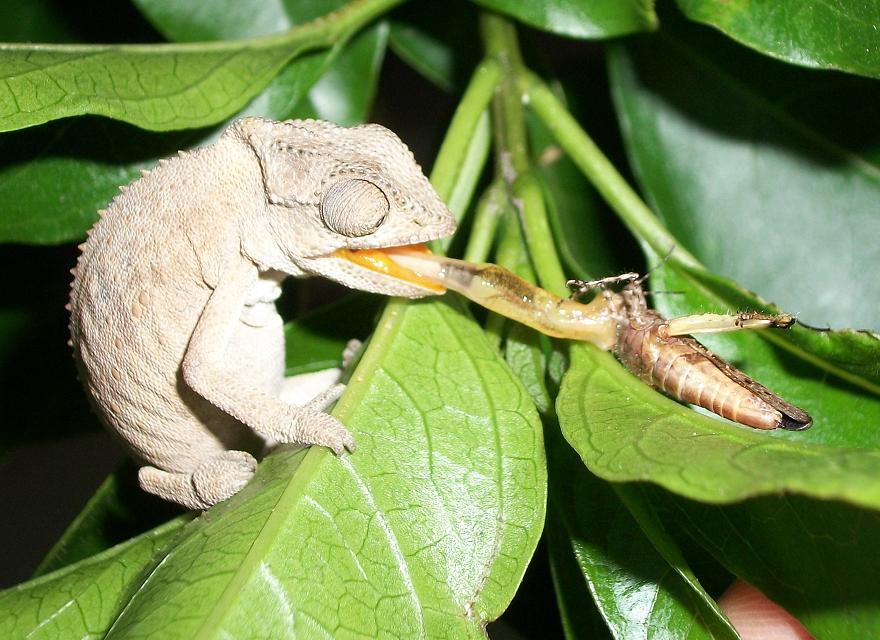
Bradypodion melanocephalum maakt een sprinkhaan buit.

Kameleons loeren vanuit een hinderlaag op hun prooi en blijven doodstil zitten tot een prooidier binnen het bereik van de tong komt. Alleen een hongerige kameleon verlaat deze strategie en gaat actief op zoek naar eten.
Kameleons zijn in de regel carnivoor. Van enkele grotere soorten is echter beschreven dat ze ook plantaardig voedsel, zoals bessen eten. Kleine soorten eten vrijwel alleen insecten en zijn insectivoor. Kameleons werken, vooral als ze nog jong zijn en moeten groeien, grote hoeveelheden insecten weg. De meeste soorten eten alles wat er eetbaar uitziet en beweegt. Zelfs het eigen nageslacht is niet veilig: kameleons zijn kannibalistisch en bij vrouwtjes die levende jongen baren is het niet uitgesloten dat ze die direct opeten. Kameleons kunnen relatief grote prooien aan. Van enkele grotere soorten is beschreven dat ze soms vogels eten, maar gewervelden maken geen belangrijk deel van het menu uit. Van een in gevangenschap gehouden reuzenkameleon is bekend dat kleine hagedissen en zoogdieren werden gegeten. Ook jonge mussen werden met de tong gevangen.

### Vijanden

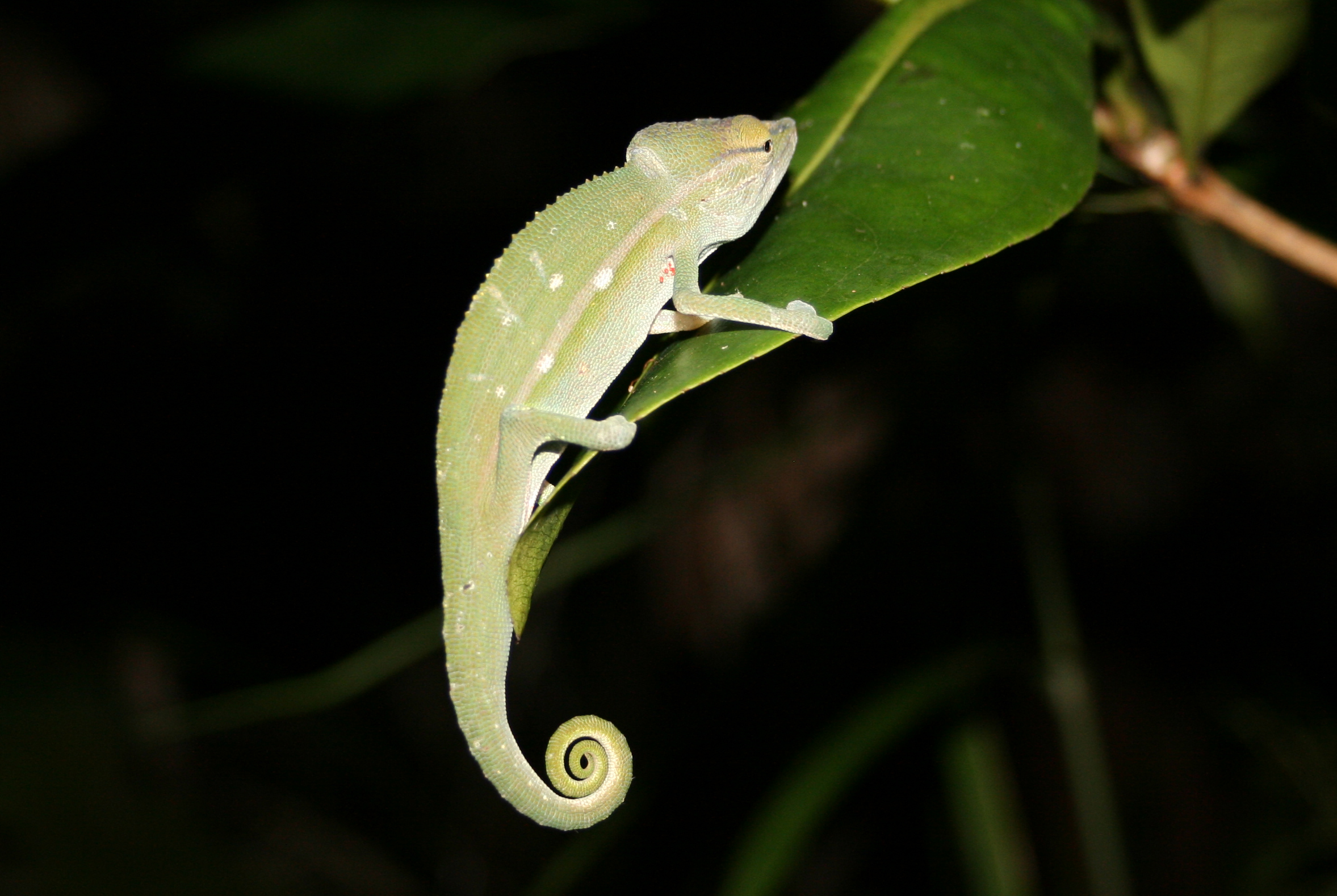
Calumma gastrotaenia met bloedmijten aan de oksel van de voorpoot

Natuurlijke vijanden zijn slangen en roofvogels, maar ook door de mens geïntroduceerde roofdieren zoals honden en katten jagen op kameleons. De belangrijkste niet-natuurlijke vijand is de mens; als gevolg van de wereldwijde habitatvernietiging en het verzamelen van exemplaren voor de handel in exotische dieren gaan veel soorten kameleons achteruit.
Kameleons bewegen over het algemeen erg langzaam. Om aan een belager te ontsnappen kunnen ze soms een korte sprint maken. Sommige kameleons maken zoemende geluiden als ze worden opgepakt. Bij verstoring kleuren veel soorten donkerder tot bijna zwart en maken luide blazende tot sissende geluiden waarbij de bek wijd wordt opengesperd. De binnenzijde van de bek is bij sommige soorten blauw gekleurd als extra verrassingseffect. Grote exemplaren kunnen stevig bijten als ze worden opgepakt. Eventuele hoorns of stekels worden niet gebruikt voor de verdediging. Een aantal soorten laat zich bij verstoring uit een tak vallen en blijft stil liggen. Dit wordt ook wel schijndood genoemd.
Kameleons zijn gevoelig voor verschillende parasieten. Het kan hierbij gaan om wormen en mijten of om eencellige ziekteverwekkers die bij andere gewervelde dieren voorkomen zoals Salmonella en Escherichia coli. Daarnaast zijn bij verschillende kameleons soortspecifieke parasieten ontdekt. Deze behoren tot de Coccidia, die ook bij huisdieren kunnen voorkomen. In 2006 werd een nieuwe parasiet beschreven, Choleoeimeria hirbayah, die werd gevonden in populaties van Hoehnel's kameleon. In de onderstaande tabel is een aantal bekende parasieten weergegeven.
| Soort parasiet           | Soort kameleon                                          |
| ------------------------ | ------------------------------------------------------- |
| Choleoimeria bohemii     | Mellers kameleon (Trioceros melleri)                    |
| Choleoeimeria largeni    | Chamaeleo gracilis                                      |
| Choleoeimeria tilburyi   | Oost-Afrikaanse driehoornkameleon (Trioceros jacksonii) |
| Eimeria hajeki           | Rampholeon temporalis                                   |
| Choleoeimeria brookesiae | Decary's kortstaartkameleon (Brookesia decaryi)         |
| Choleoeimeria glawi      | Panterkameleon (Furcifer pardalis)                      |
| Eimeria vencesi          | Panterkameleon (Furcifer pardalis)                      |
| Eimeria worthi           | Reuzenkameleon (Furcifer oustaleti)                     |
| Choleoeimeria hirbayah   | Jemenkameleon (Chamaeleo calyptratus)                   |

## Kameleons en de mens

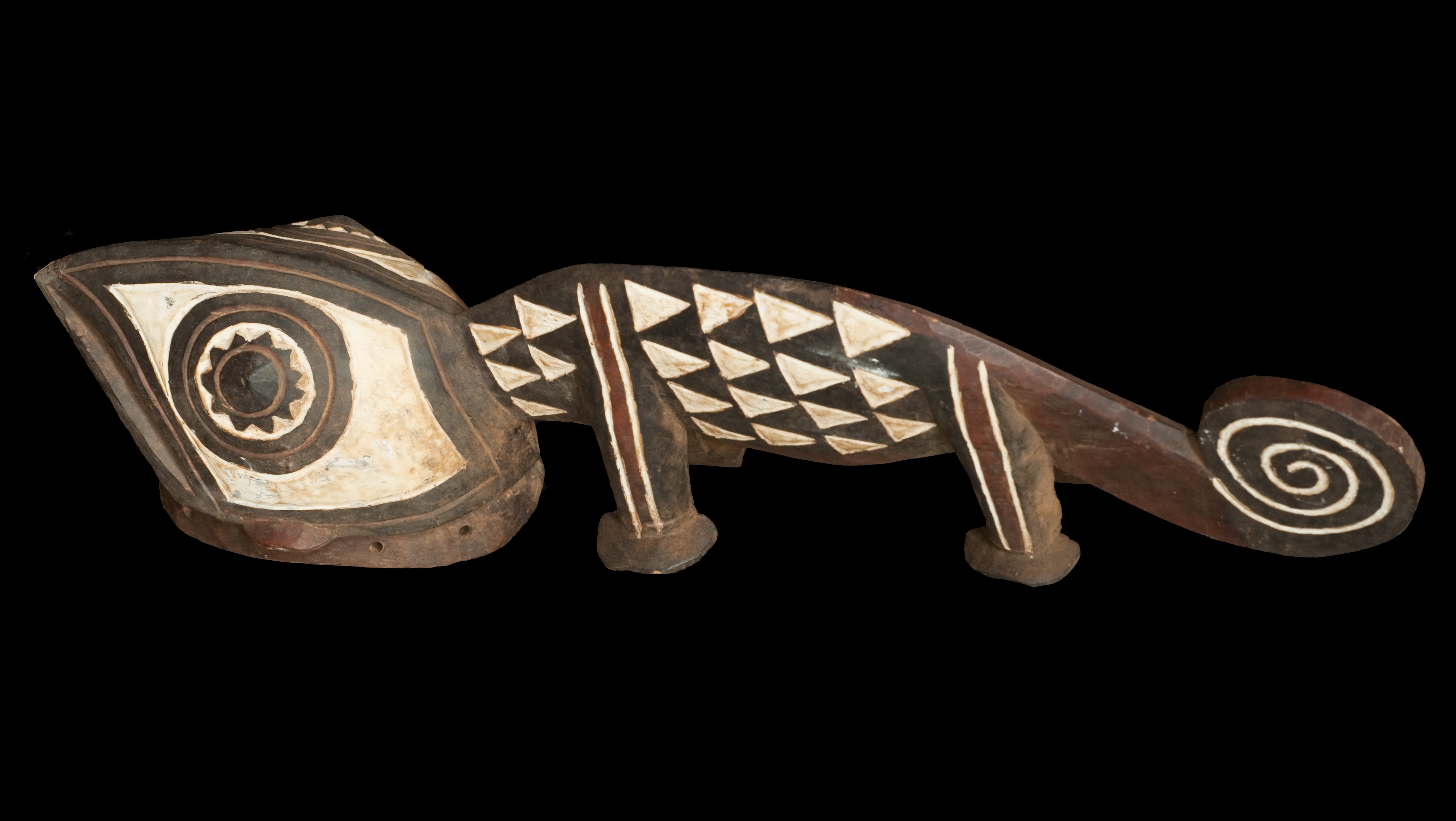
Afrikaans masker in de vorm van een kameleon

Kameleons worden in aantal en verspreiding teruggedrongen door de mens, voornamelijk door het kappen van bossen. Ook het vangen van exemplaren voor de handel in exotische dieren doet kameleons geen goed. Sommige soorten hebben echter van de mens geprofiteerd: kameleons voelen zich vaak thuis op plantages waar ze zich goed kunnen verstoppen en waar genoeg insecten voorhanden zijn.

### In de cultuur
Kameleons spelen in sommige gebieden een rol in de lokale cultuur. In delen van Afrika is men bang voor kameleons. Ze worden hier gezien als uiterst giftig en men gaat ze uit de weg. Ondanks het feit dat geen enkele kameleon gifstoffen draagt en alleen grotere soorten stevig kunnen bijten maar geen grote schade toebrengen is men in delen van Afrika panisch voor kameleons. In oostelijk Afrika wordt het afsnijden van een hoorn van een jacksonkameleon gezien als een heldendaad. In andere landen, zoals Marokko en Ghana, worden hagedissen, waaronder kameleons, gedroogd en gebruikt als traditioneel medicijn.
Op Madagaskar heerst het geloof dat door het verwonden of doden van kameleons de dader bestraft wordt. Deze zou dezelfde verwondingen krijgen als de kameleon, waardoor de hagedissen als 'tovenaars' worden gezien. Volgens een volkslegende heeft de duivel de kameleon samengesteld uit verschillende dieren. Zo is de staart van een kameleon afkomstig van een aap, de hoorn van een neushoorn en de huid van een krokodil.

### In gevangenschap

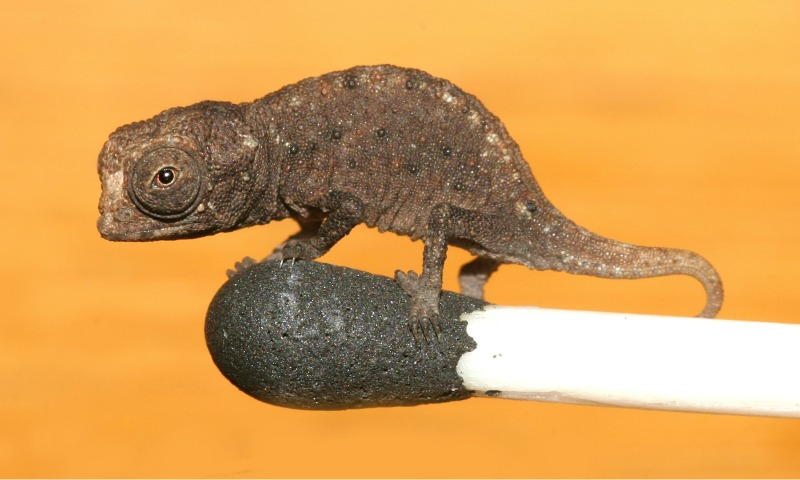
Sommige soorten blijven zeer klein, hier Brookesia micra op een luciferkop.

Een aantal kameleons wordt als huisdier verkocht in gespecialiseerde dierenwinkels. Kameleons zijn in gevangenschap moeilijk in leven te houden en daarom ongeschikt voor de beginnende terrariumhouder. Ze stellen in vergelijking met andere groepen van hagedissen hoge eisen aan de verzorging in een kunstmatige leefomgeving en ze kunnen slecht tegen stress.
Exemplaren die uit de natuur zijn gehaald ondervinden vaak veel schade van het transport en dragen bovendien niet zelden parasieten bij zich. Hierdoor zijn ze vaak al ziek bij aanschaf. Exemplaren die in gevangenschap zijn geboren worden wel nakweek genoemd en vertonen deze nadelen niet of in mindere mate. Bij veel soorten is nakweek zeldzaam en zijn de dieren erg duur.
Kameleons moeten altijd voorzien worden van vitaminen en kalk. Vooral de zwangere vrouwtjes hebben veel kalk nodig voor de ontwikkeling van de eitjes. Ze halen dit bij een eventueel tekort uit de eigen botten, waardoor ze verzwakken. Veel soorten drinken niet uit een bakje maar likken dauwdruppels op. Die kunnen door nevelen worden nagebootst. Bij veel soorten graven de vrouwtjes een hol om hun eitjes in te leggen. Deze soorten hebben een bodem nodig waarin ze de eieren kunnen begraven.
Kameleons reageren agressief tegen mogelijke vijanden als de mens door opensperren van de bek en sissen. Het aanraken of bang maken van een kameleon om zo een kleuromslag te veroorzaken is schadelijk voor het dier. Kameleons zijn niet erg actief omdat hun gehele fysiologie erop is ingesteld om zo min mogelijk te bewegen. Het dier zit het liefst de gehele dag doodstil op een tak en is in vergelijking met andere reptielen in een terrarium niet actief.
Het zich in gevangenschap laten voortplanten van kameleons, wat de terrariumliefhebber zich ten doel stelt, is bij veel soorten nog nooit gelukt. Hierdoor is over de voortplanting van veel soorten kameleons nog weinig bekend.

## Naamgeving en taxonomie

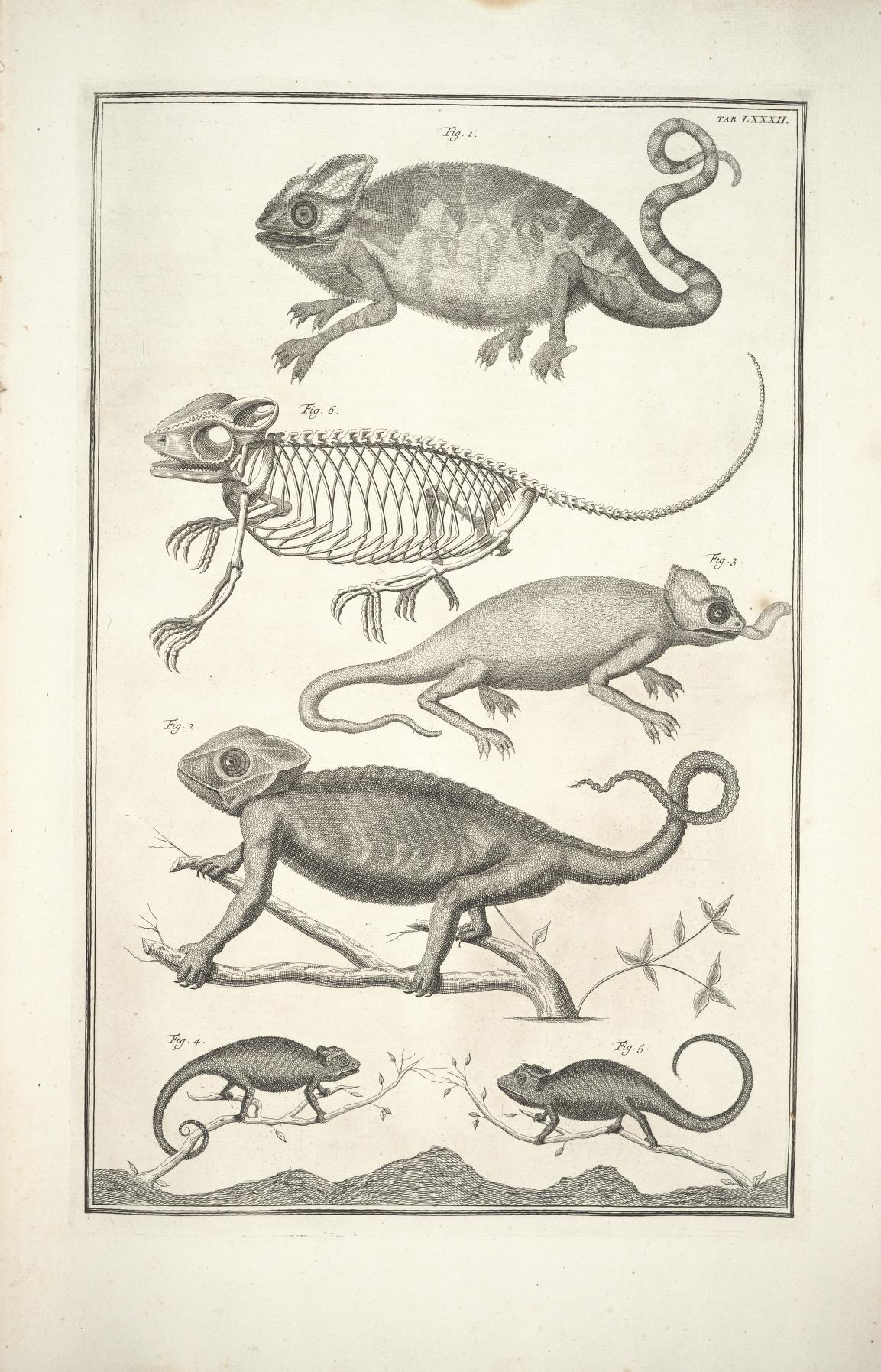
Plaat 82 uit, Locupletissimi, Amsterdam, 1734. Figuur 4 en 5, waarop Laurenti zijn Chamaeleo parisiensium baseerde, werden door Linnaeus geciteerd onder zijn Lacerta chamaeleon

De naam chamaeleon komt uit het Grieks en betekent aardleeuw (chamai = "laag bij de grond" of "bescheiden", leon = "leeuw"). Ook in andere talen wordt een dergelijke naam gebruikt, zoals het Engelse 'chameleon', het Franse 'caméléons' en het Duitse 'chamäleons'. In het Afrikaans worden kameleons wel verkleurmannetjie genoemd.
Linnaeus noemde in de tiende druk van Systema naturae (1758) maar één kameleon en deelde die in het geslacht Lacerta (hagedissen) in als Lacerta chamaeleon. In 1768 plaatste Laurenti die soort, als Chamaeleo parisiensium, in het geslacht Chamaeleo, samen met nog vijf andere, nieuw door hem beschreven soorten. In 1815 was Rafinesque-Schmaltz de eerste die de kameleons in een aparte familie Camaelonia plaatste, met naast het geslacht Chamaeleo ook de geslachten Priochondrus en Camopsis. Hij baseerde de familienaam op het geslacht Chamaeleo Daudin, 1802 (= Chamaeleo Laurenti, 1768). De familienaam wordt nu, volgens artikel 29 van de ICZN geschreven als Chamaeleonidae.
Kameleons werden vanouds gerekend tot de hagedissen (Lacertilia), een onderorde van de schubreptielen (Squamata). Deze onderorde blijkt echter parafyletisch en kan om die reden niet langer gehandhaafd worden. In modernere classificaties worden de kameleons geplaatst in de Leguaanachtigen (Iguania), die soms de status van onderorde, soms die van infraorde krijgen. In deze groep worden ook de leguanen en de agamen geplaatst. Kameleons hebben veel gemeen met de hagedissen uit de familie agamen. Onder andere het gebitstype lijkt meer op dat van de agamen dan op dat van de leguanen. Beide groepen hebben een acrodont gebit, waarbij de tanden boven op de kaakbeenrand zitten, en niet in holtes. Ook met de anolissen delen kameleons veel kenmerken, maar anolissen zijn nauwer verwant aan de leguanen (en worden tegenwoordig wel als onderfamilie van die familie behandeld).

### Indeling in groepen
Kameleons werden lange tijd verdeeld in twee onderfamilies: de 'echte kameleons' of Chamaeleoninae en de 'onechte kameleons', ook wel blad- en kortstaartkameleons (Brookesiinae). Uit genetisch onderzoek is gebleken dat de onderfamilies niet naast elkaar kunnen worden gezien maar als aan elkaar verwante groepen. Tegenwoordig worden deze onderfamilies niet meer erkend.
Vroeger werden bijna alle kameleons in het geslacht Chamaeleo geplaatst maar tegenwoordig wordt een andere indeling, met meer geslachten, aangehouden. De familie van kameleons is verdeeld in twaalf geslachten.
Het aantal soorten verandert nog regelmatig doordat er nieuwe worden ontdekt. In 2010 bijvoorbeeld werd in de hooglanden van Madagaskar nog de soort Calumma tarzan ontdekt. Hierdoor zijn in de literatuur van verschillende ouderdom, verschillende aantallen soorten te vinden. Momenteel (november 2016) zijn er 203 verschillende soorten bekend. Het aantal geslachten is aan verandering onderhevig zolang de verwantschappen tussen de diverse soorten nog niet definitief bekend zijn.

### Lijst van geslachten
In de onderstaande tabel zijn alle groepen weergegeven met een korte beschrijving, het verspreidingsgebied en een afbeelding. De lijst is gebaseerd basis van The Reptile Database. Zie voor alle soorten de lijst van kameleons.
| Geslachten van de familie kameleons                     | Geslachten van de familie kameleons | Geslachten van de familie kameleons                                                      | Geslachten van de familie kameleons |
| Naam                                                    | Beschrijving | Voorbeeldsoort                                                                           | Afbeelding                          |
| ------------------------------------------------------- | --- | ---------------------------------------------------------------------------------------- | ----------------------------------- |
| Archaius ― Gray, 1865 1 soort                           | Archaius tigris is de enige vertegenwoordiger en komt endemisch voor op de Seychellen. | Archaius tigris Lengte tot 16 centimeter cm, Seychellen                                  |                                     |
| Kortstaartkameleons (Brookesia) ― Gray, 1864 29 soorten | Alle soorten blijven klein en imiteren bladeren; alle soorten zijn bodembewoners. Brookesia-soorten komen alleen voor op Madagaskar en de omliggende eilanden.                                                                                                  | Decary's kortstaartkameleon (Brookesia decaryi) 7 centimeter , noordwestelijk Madagaskar |                                     |
| Palleon ― Gray, 1864 2 soorten                          | Alle soorten blijven klein en imiteren bladeren; het zijn bodembewoners. Palleon-soorten komen alleen voor op Madagaskar. | Palleon nasus 3 cm, Madagaskar                                                           |                                     |
| Rhampholeon ― Gray, 1864 19 soorten                     | Alle soorten blijven klein en lijken op een blad. Rhampholeon-soorten komen voor in zuidelijk Afrika, grofweg van Kameroen in het westen tot Tanzania in het oosten.                                                                                            | Bladkameleon (Rhampholeon temporalis) 8 cm, Tanzania                                     |                                     |
| Rieppeleon ― Mathee, 2004 3 soorten                     | Het geslacht is pas in 2004 benoemd. Alle soorten komen voor in uiterst oostelijk Afrika; van Tanzania tot Ethiopië. De soorten blijven klein, hebben een korte staart en lijken sterk op bladeren.                                                             | Rieppeleon brevicaudatus 8 cm, Tanzania                                                  |                                     |
| Bradypodion ― Fitzinger, 1843 17 soorten                | Veel soorten blijven klein, alle soorten komen voor in zuidelijk Afrika en een groot aantal soorten komt uitsluitend voor in Zuid-Afrika. | Natal-dwergkameleon (Bradypodion thamnobates) 20 cm, Zuid-Afrika                         |                                     |
| Calumma ― Gray, 1865 33 soorten                         | Dit is een groep van middelgrote tot kleine soorten; alle soorten komen uitsluitend voor op Madagaskar en de omliggende eilanden. | Korthoornkameleon (Calumma brevicorne) 35 cm, Madagaskar                                 |                                     |
| Chamaeleo ― Laurenti, 1768 14 soorten                   | Dit geslacht heeft een enorm verspreidingsgebied: grote delen van Afrika, Europa en het Arabisch Schiereiland. Veel soorten zijn vrij groot en enkele soorten worden groter dan 30 centimeter. Een aantal soorten is aangepast aan een leven in droge gebieden. | Gewone kameleon (Chamaeleo chamaeleon) 30 cm, Middellandse Zeegebied                     |                                     |
| Furcifer ― Fitzinger, 1843 22 soorten                   | Deze soorten komen allemaal voor op het Afrikaanse eiland Madagaskar en op de kleinere omliggende eilanden. Sommige soorten kunnen een lichaamslengte van meer dan 50 centimeter bereiken maar veel soorten blijven kleiner.                                    | Panterkameleon (Furcifer pardalis) 50 cm, onder andere Madagaskar                        |                                     |
| Kinyongia ― Tilbury, 2006 20 soorten                    | Dit geslacht is pas in 2006 beschreven, en bevat zeventien verschillende soorten. Alle soorten leven in bergbossen in Centraal-Afrika. | Kinyongia tavetana 20 cm, Tanzania en Kenia                                              |                                     |
| Nadzikambia ― Tilbury, 2006 2 soorten                   | Dit geslacht was lange tijd monotypisch; de enige soort was Nadzikambia mlanjensis. Tegenwoordig wordt ook Nadzikambia baylissi tot dit geslacht gerekend. Deze kameleons komen alleen voor in Malawi en er is vrijwel niets over de dieren bekend.             | Nadzikambia mlanjensis lengte onbekend, Malawi                                           |                                     |
| Trioceros ― Swainson, 1839 40 soorten                   | De soorten worden wat groter en dragen vaak hoorns. Trioceros-soorten komen voor in delen van Afrika. | Trioceros wiedersheimi lengte onbekend, Afrika; Kameroen en Nigeria                      |                                     |